# نارا بوگیو
نارا بوگیو (به ژاپنی: 奈良奉行 Nara bugyō)، مقام‌های شوگون‌سالاری توکوگاوا در دوره ادو ژاپن بودند. انتصاب در این دفتر برجسته معمولاً از دایمیوهای فودای بود اما این از جمله مناصب ارشد اداری بود که برای کسانی که دایمیو نبودند، نیز آزاد بود.: ۳۲۵  تفاسیر متعارف این عناوین ژاپنی را به عنوان «کمیسیون»، «نظارت» یا «فرماندار» تعبیر کرده‌اند.
این منصب باکوفو (شوگون‌سالاری) یک مقام مسئول برای اداره پایتخت پیش از دوره هی‌آن یعنی نارا (شهر) را مشخص می‌کند. تعداد مردانی که همزمان این عنوان را در اختیار داشتند، در طول زمان متفاوت بوده است.